# Willy Bal
Pour les articles homonymes, voir Bal.
Willy Bal, né le 11 août 1916 à Jamioulx (Ham-sur-Heure-Nalinnes, province de Hainaut) et mort le 18 août 2013 à 97 ans, est un écrivain belge de langue wallonne et un militant wallon.
Il était membre de l'Académie royale de langue et de littérature françaises de Belgique et de la Société de langue et de littérature wallonnes.

## Biographie
Willy Bal, né le 11 août 1916 à Jamioulx, est le fils de Jules Bal, bourgmestre de Jamioulx, et agent de change, et de Ghislaine Frédérick.
Il obtient le diplôme de docteur en philosophie et lettres en 1938.
Willy Bal est marqué par la guerre : fait prisonnier à la Bataille de la Lys où il commande un peloton dans le 12e régiment de Ligne de la 3e DI, il endurera cinq longues années de captivité qui inspireront l'une de ses œuvres, Au soya dés leus (1947).
Après la Seconde Guerre mondiale, il est professeur à l'Athénée royal de Marchin de 1946 à 1956.
En 1956, il est nommé professeur à l'Université Lovanium au Congo belge, ce qui l'amènera à étudier la présence du portugais dans les langues africaines du Bas-Congo: Description du royaume de Congo et des contrées environnantes par Filippo Pigafetta et Duarte Lopes, 1963, Le royaume du Congo aux XVe et XVIe siècles, 1963.
Il rentre au pays en 1965 et poursuit sa carrière à l'Université catholique de Louvain. Son Introduction aux études de linguistique romane (1966) est devenu un classique auquel il faut joindre le Guide bibliographique de linguistique romane (1978)  écrit avec Jean Germain, et la Bibliographie sélective de linguistique romane et française (1991; avec J. Germain, J. Klein, P. Swiggers). Il travaille également sur l'histoire du mouvement wallon et publie  La faillite de 1830 ? Elie Baussart, La Terre wallonne et le mouvement régionaliste, EVO, Bruxelles, 1973.

### Carrière littéraire
Dans les années 1950, Willy Bal  reçoit plusieurs prix littéraires: 
- 1952 : prix de littérature wallonne (poésie) de la Province de Hainaut ;
- 1954 : prix de prose de la Province de Hainaut ;
- 1955 : prix biennal de littérature wallonne de la Ville de Liège ;
- 1956 : prix biennal de littérature wallonne du Gouvernement (prose).

En 1965, il est reçu membre d'honneur du cercle littéraire dialectal Lès Rèlîs Namurwès. En 1996, il obtient la cocarde décernée au membre ayant fourni le travail le plus méritoire au cours de l'exercice écoulé.
Il est élu membre de l'Académie royale de langue et de littérature françaises de Belgique le 9 novembre 1968, à titre d'écrivain wallon, succédant à Joseph Calozet.

## Œuvres
- Oupias d'âvri, Liège, La Vie wallonne, 1935.
- Trwès contes, Charleroi, Èl Chariguète, 1938.
- Au soya dès leus, Namur, Les Cahiers wallons, 1947.
- Il-aveut pôrtè l'soya dins s'bèsace. - A compte d'auteur 1950 - Re. Namur, Les Cahiers wallons 1951 -
- Henri Pourrat, essayiste, Anvers, De Nederlandsche Boekhandel, 1954.
- Fauves dèl Tâye-aus-fréjes èt contes dou Tiène-al-bîje Liège, Société de Langue et de Littérature wallonnes, 1956.
- Poques èt djârnons, Charleroi, Éditions Le Bourdon, 1957.
- Le royaume du Congo aux XVIe et XVIIe siècles, documents d'histoire, Léopoldville, Institut national d'études politiques, 1963.
- Témoignage d'un écrivain employant le patois comme langue littéraire, essai, Louvain, Centre international de dialectologie générale, 1964.
- Description du royaume de Congo et des contrées environnantes, Filippo Pigafetta & Duarte Lopes (1591) ; traduit de l'italien et annotée par Willy Bal, Louvain, Éditions Nauwelaerts / Paris, Béatrice-Nauwelaerts, 1965.
- Introduction aux études de linguistique romane, avec considération spéciale de la linguistique française, essai, Paris, Didier, 1966.
- La faillite de 1830? Èlie Baussart, La Terre wallonne et le mouvement régionaliste, Bruxelles, EVO, 1973.
- Guide bibliographique de linguistique romane (avec Jean Germain), Louvain, Peeters, 1978.
- Introduction à l'inventaire des particularités lexicales du français en Afrique noire, essai, Montréal, AUPELF, 1983.
- Dictionnaire de l'Ouest-wallon (avec Arille Carlier), ouvrage scientifique (3 t.), Charleroi, Association littéraire wallonne de Charleroi, 1985.
- Bibliographie sélective de linguistique romane et française (avec Jean Germain, Jean Klein et Pierre Swiggers), Paris / Louvain-la-Neuve, Duculot, 1991.
- Œuvres poétiques wallonnes 1932-1990, Association littéraire wallonne de Charleroi et Société de langue et de littérature wallonnes, 1991.
- Warum Krieg!, récit en prose illustré par Gustave Marchoul, Charleroi, El Bourdon, 1996.
- Djonnesse a Malvô, recueil de contes, avec une traduction française de Jean-Luc Fauconnier, dessins de Raymond Drygalski, Charleroi, El Bourdon, 2001.
- Duarte Lopez, Filippo Pigafetta (présentation et notes: Willy Bal) (trad. Willy Bal), Le royaume de Congo [Kongo] et les contrées environnantes (1591), Paris, Chandeigne / UNESCO, coll. « Magellane », 2002, 383 p. (ISBN 978-2-906462-82-3, lire en ligne).
- Langues et cultures. Mélanges offerts à Willy Bal, Louvain-la-Neuve, Cahiers de l'Institut de linguistique de Louvain, 1984.